# Anna Reid
Anna Reid (née en 1965) est une journaliste et auteure britannique qui travaille principalement sur l'histoire de l'Europe de l'Est.

## Jeunesse
Reid étudie le droit à l'Université d'Oxford et l'histoire russe à la School of Slavonic and East European Studies de l'University College de Londres. Après avoir travaillé comme consultante et journaliste économique, elle s'installe à Kiev, où elle est correspondante en Ukraine pour The Economist de 1993 à 1995. De 2003 à 2007, elle travaille pour le groupe de réflexion britannique Policy Exchange, éditant plusieurs de leurs publications,, et dirigeant le programme des affaires étrangères.

## Travaux
Reid publie trois livres sur l'histoire de l'Europe de l'Est : Borderland: a journey through the history of Ukraine, The Shaman's Coat : A Native History of Siberia et Leningrad : The Epic Siege of World War II : 1941-1944. Elle reçoit de bonnes critiques. Elle reçoit des éloges pour Leningrad, relatant le Siège de Léningrad (aujourd'hui Saint-Pétersbourg) par les Allemands de 1941 à 1944. En raison de l'utilisation de sources primaires nouvellement découvertes pendant le siège, notamment des journaux intimes de citoyens ordinaires qui ont souffert du froid et de la famine pendant l'hiver 1941-1942, le livre est qualifié de « chronique implacable de souffrances ».
Son livre le plus récent, A Nasty Little War: The Western Intervention into the Russian Civil War, relatant l'intervention alliée dans la guerre civile russe, est publié en 2023.